# Ctenodecticus thymi
Ctenodecticus thymi är en insektsart som beskrevs av Olmo-vidal 1999. Ctenodecticus thymi ingår i släktet Ctenodecticus och familjen vårtbitare. Inga underarter finns listade i Catalogue of Life.